# Tour de France 2005/20. Etappe
Die 20. Etappe der Tour de France 2005 bestand aus einem 55,5 Kilometer langen und anspruchsvollen Einzelzeitfahren mit Start und Ziel in Saint-Étienne.
Ivan Basso legte einen Blitzstart hin und hatte bei der ersten Zwischenzeit nach 17 Kilometern einen Vorsprung von sieben Sekunden auf Lance Armstrong. Danach fiel er jedoch zurück, weil er in den kurvenreichen Abfahrten kein Risiko einging und sehr vorsichtig fuhr. Der einzige, der einigermaßen mit Armstrong mithalten konnte, war Jan Ullrich, der den zweiten Etappenplatz erreichte und durch das Pech von Rasmussen auf den dritten Platz im Gesamtklassement vorrückte. Durch gute Leistung konnte das Team T-Mobile den Spitzenplatz in der Mannschaftswertung behalten.
Pechvogel des Tages war Michael Rasmussen, der im Etappenklassement lediglich den 77. Platz belegte. Kurz nach dem Start hatte er die Bordsteinkante gestreift und war gestürzt. Danach musste er nicht weniger als drei Mal das Fahrrad wegen eines Defekts wechseln und zwei defekte Räder ersetzen lassen. Schließlich stürzte er in der Abfahrt vom Col de la Gachet ein zweites Mal und landete im Straßengraben. Dadurch verlor er viel Zeit und rutschte im Gesamtklassement vom dritten auf den siebten Platz.

## Bergwertung
Col de la Gachet Kategorie 3 (40,2 km)
| Erster  | Lance Armstrong, 4 P.     |
| Zweiter | Alexander Winokurow, 3 P. |
| Dritter | Jan Ullrich, 2 P.         |
| Vierter | Cadel Evans, 1 P.         |

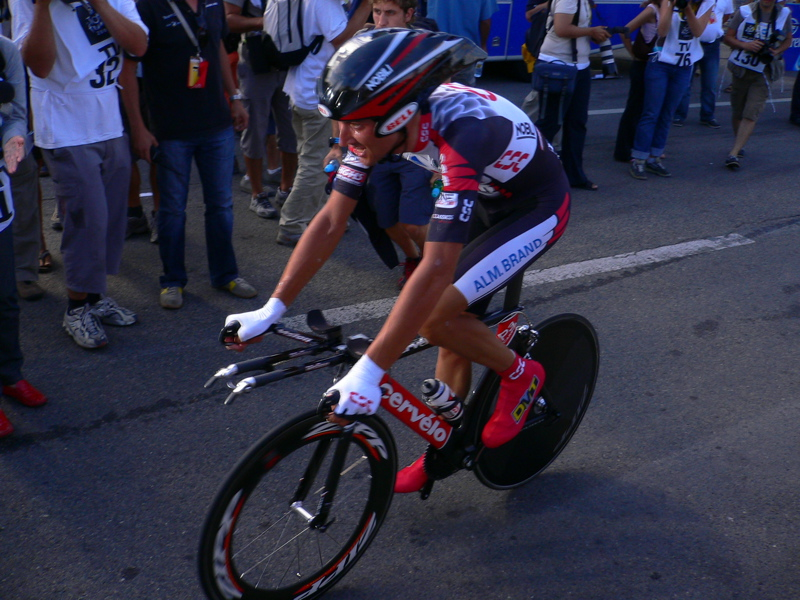
Ivan Basso

## Zwischenzeiten
| Rang | Fahrer              | 1. Zwischenzeit bei Saint-Héand (17,0 km) | 2. Zwischenzeit Saint-Romain-en-Jarez (35,0 km) | 3. Zwischenzeit Col de la Gachet (40,2 km) | 4. Zwischenzeit La Talaudière (49,7 km) | Schlusszeit Saint-Étienne (55,5 km) |
| 1    | Lance Armstrong     | 25:48 min (2.)                            | 46:38 min (1.)                                  | 56:23 min (1.)                             | 1:05:52 h (1.)                          | 1:11:46 h                           |
| 2    | Jan Ullrich         | 25:58 min (3.)                            | 46:57 min (2.)                                  | 56:55 min (2.)                             | 1:06:27 h (2.)                          | 1:12:09 h                           |
| 3    | Alexander Winokurow | 26:10 min (4.)                            | 47:38 min (5.)                                  | 57:33 min (3.)                             | 1:07:13 h (3.)                          | 1:13:03 h                           |
| 4    | Bobby Julich        | 26:21 min (6.)                            | 47:37 min (4.)                                  | 57:41 min (4.)                             | 1:07:29 h (4.)                          | 1:13:19 h                           |
| 5    | Ivan Basso          | 25:41 min (1.)                            | 47:31 min (3.)                                  | 57:50 min (5.)                             | 1:07:52 h (5.)                          | 1:13:40 h                           |
| 6    | Floyd Landis        | 26:27 min (7.)                            | 47:43 min (6.)                                  | 58:24 min (7.)                             | 1:08:01 h (6.)                          | 1:13:48 h                           |
| 7    | Cadel Evans         | 26:10 min (5.)                            | 47:52 min (7.)                                  | 57:56 min (6.)                             | 1:07:52 h (7.)                          | 1:13:52 h                           |
| 8    | George Hincapie     | 26:41 min (8.)                            | 48:05 min (8.)                                  | 58:29 min (8.)                             | 1:08:17 h (8.)                          | 1:14:12 h                           |
| 9    | Francisco Mancebo   | 26:50 min (10.)                           | 48:19 min (9.)                                  | 58:33 min (9.)                             | 1:08:34 h (9.)                          | 1:14:37 h                           |
| 10   | Wladimir Karpez     | 26:58 min (14.)                           | 48:23 min (11.)                                 | 59:01 min (11.)                            | 1:08:51 h (11.)                         | 1:14:51 h                           |
| 77   | Michael Rasmussen   | 27:56 min (42.)                           | 52:05 min (106.)                                | 1:02:49 h (84.)                            | 1:13:10 h (81.)                         | 1:19:33 h                           |